# Danuta Rosani
Danuta Zofia Rosani-Gwardecka (* 30. April 1951 in Starogard Gdański) ist eine ehemalige polnische Leichtathletin.
Die Diskuswerferin war 1974, 1976 und 1978 polnische Meisterin. Sie verbesserte fünfmal den polnischen Landesrekord, zuletzt 1976 auf 62,60 m. Im selben Jahr nahm sie auch an den Olympischen Spielen teil. In Montreal schaffte sie den Einzug ins Finale, allerdings wurde sie bei der Dopingkontrolle positiv auf anabole Steroide getestet und disqualifiziert. Rosani war der erste Dopingfall der olympischen Leichtathletik.